# C. V. Sridhar

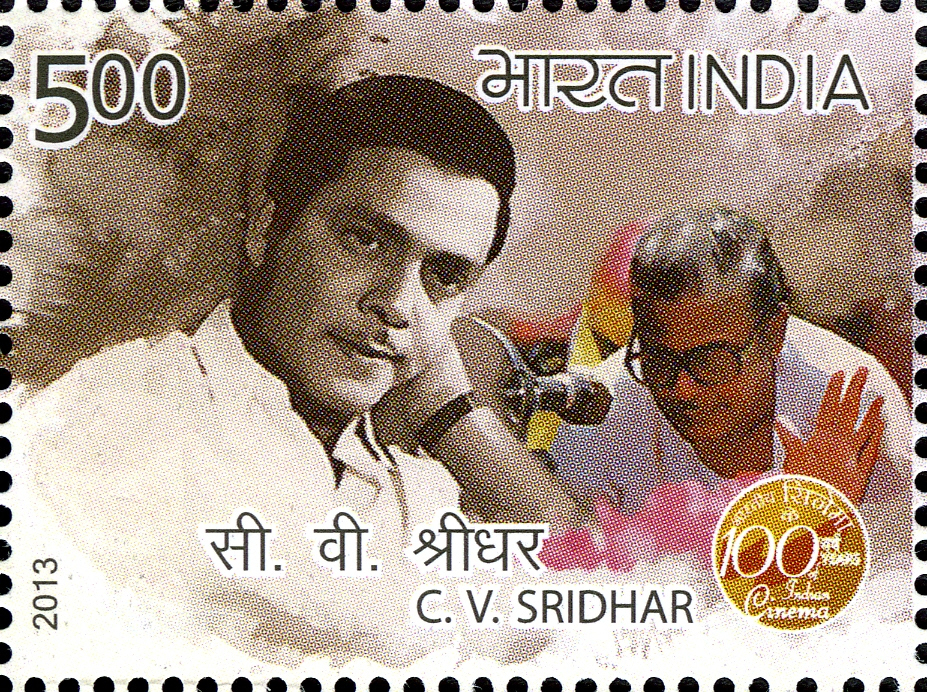
C. V. Sridhar

C. V. Sridhar (Chingelpet V. Sridhar; * 22. Juli 1933 in Chingelpet; † 20. Oktober 2008 in Chennai, Tamil Nadu) war ein indischer Drehbuchautor, Filmregisseur und Filmproduzent. Er war in den Filmindustrien des tamilischen, Telugu-, Kannada- und Hindi-Films tätig und für die Verfilmung gefühlsbetonter, melodramatischer Dreiecksgeschichten bekannt.

## Leben
Neben seiner Arbeit in einer Behörde seines Heimatortes Chingelpet schrieb Sridhar Bühnenstücke für die Theatergruppe TKS Brothers. Sein bekanntestes Stück Raktha Pasam wurde 1954 von R. S. Mani verfilmt. Nachfolgend schrieb er Drehbücher, unter anderem für die Filme Ethirparadathu (1954) von Ch. Narayanamurthy und Amara Deepam (1956) von T. Prakash Rao.
Mit Kalyana Parisu hatte er 1959 sein Debüt als Filmregisseur. Der Film hatte Gemini Ganesan, A. Nageshwara Rao und B. Saroja Devi in den Hauptrollen und war kommerziell erfolgreich. 1961 gründete Sridhar seine eigene Filmgesellschaft „Chithralaya Pics“. Seit seinem Regiedebüt arbeitete er häufig mit dem Kameramann und späteren Filmregisseur des Malayalam-Films A. Vincent zusammen, so auch in den tamilischen Filmen Nenjil Ore Alayam (1962) und Kadalikka Neramillai (1964). Nenjil Ore Alayam spielt in einem Krankenhaus, wo ein Arzt – gespielt von Kalyana Kumar – den an Krebs erkrankten Ehemann seiner Geliebten behandelt. Sridhar drehte 1963 ein erfolgreiches Hindi-Remake dieses Films mit dem Titel Dil Ek Mandir und Rajendra Kumar, Raaj Kumar und Meena Kumari in den Rollen. Kadalikka Neramillai ist eine romantische Komödie, deren Hindi-Remake Pyar Kiye Jaa (1966) mit dem Komiker Mehmood C. V. Sridhars bekanntester Hindi-Film wurde.
Sridhar förderte viele junge Schauspieler und verhalf dabei auch Jayalalitha, der späteren Chief Ministerin von Tamil Nadu, zu ihrer ersten Hauptrolle in Vennira Adai (1965).
Er wurde 1962 für Nazrana mit einem Filmfare Award für die beste Story ausgezeichnet und war mit Dil Ek Mandir bei den Filmfare Awards 1964 für die beste Regie und beste Story nominiert.
Sridhar zog sich nach 1991 aus dem Filmgeschäft zurück und starb im Alter von 75 Jahren an einem Herzinfarkt.

## Filmografie
| - 1959: Kalyana Parisu - 1960: Meenda Sorgam - 1960: Pelli Kanuka - 1960: Vidiveli - 1961: Nazrana - 1961: Punarjanmam - 1961: Thennilavu - 1962: Nenjil Ore Alayam - 1962: Policekaran Magal - 1962: Sumaithangi - 1963: Dil Ek Mandir - 1963: Nenjam Marappathillai - 1964: Kadalikka Neramillai - 1964: Kalai Kovil - 1965: Vennira Adai - 1966: Kodimalar - 1966: Manase Mandiram - 1966: Pyar Kiye Jaa - 1967: Nai Roshni - 1967: Nenjirukumvarai | - 1967: Ootivarai Uravu - 1968: Saathi - 1969: Sivantha Mann - 1970: Dharti - 1971: Avalukendu Ore Manam - 1971: Duniya Kya Jaane - 1973: Alaigal - 1973: Gehri Chaal - 1974: Urimai Kural - 1975: Jagruthi - 1975: Lakshmi Nirdoshi - 1975: Ninagagi Nanu - 1975: Vaira Nenjam - 1976: Oh Manju - 1977: Meenava Nanban - 1977: Seeta Geeta Datithe - 1978: Elamai Vunjaladugiradhu - 1978: Vayasu Pilichindi - 1979: Azhage Unnai Aradikiran | - 1979: Urvashi Neenu Nanna Preyasi/Urvashi Nive Naa Preyasi - 1980: Hare Krishna Hello Radha - 1980: Sundarime Varuga Varuga - 1981: Mohana Pannagai - 1982: Dil-e-Nadaan - 1982: Nenaivellam Nithya - 1983: Oru Odai Nadhiyagiradhu - 1983: Thudikkum Karangal - 1984: Alaya Deepam - 1984: Prema Sangamam - 1984: Rowdilaku Saval - 1985: Thendrale Ennai Thodu - 1985: Unnai Thedi Varuven - 1986: Nanum Oru Thozhilali - 1986: Yaro Ezhuthai Kavithai - 1987: Andarikante Ghanudu - 1987: Iniya Uravu Poothathu - 1988: Premayanam - 1991: Thanduvitten Ennai |